# Park Sawejki

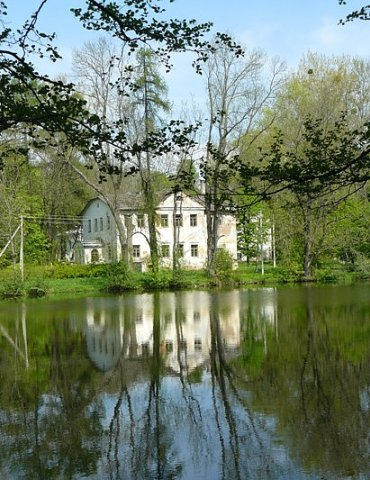
Jedna z oficyn nad stawem, 2010

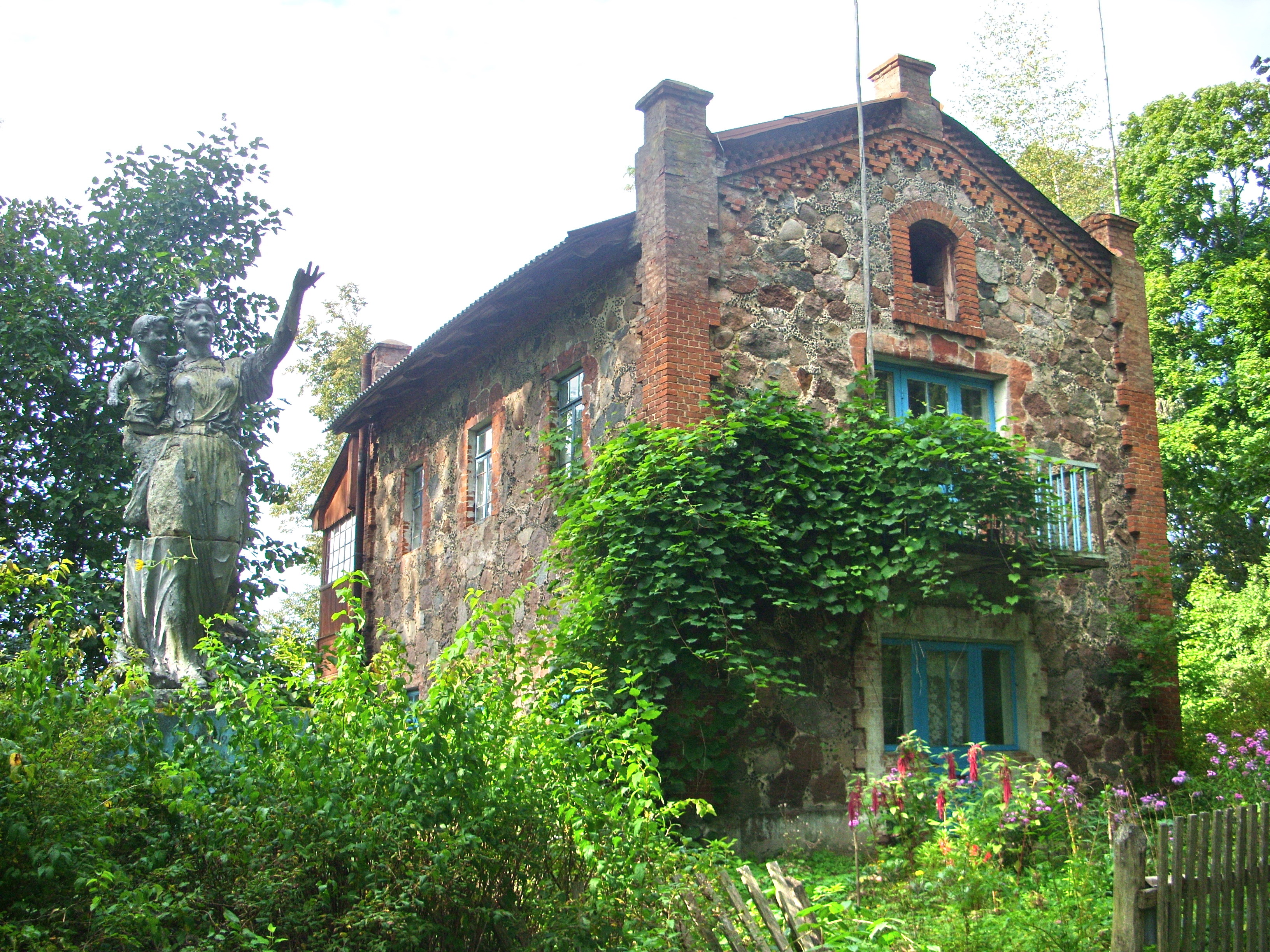
Murowana oficyna i rzeźba w parku, 2011

Park „Sawejki” (biał. Парк ”Савейкі“, ros. Парк „Совейки”) – zabytkowy park z ruiną dworu w Sawejkach na Białorusi, w rejonie lachowickim obwodu brzeskiego.

## Historia własności i funkcji, przynależność administracyjna
Nieznana jest data wzniesienia dworu, zwanego pałacem. Jego barokowo-klasycystyczny styl może wskazywać na to, że powstał jeszcze w XVIII lub na początku XIX wieku, kiedy był własnością Benningsenów. Wiele elementów architektury oraz kompozycji parkowej wskazuje na koniec XVIII wieku jako datę powstania siedziby Benningsenów. Mniej prawdopodobna jest data 1850 jako data powstania rezydencji. Na początku XIX wieku dobra Sawejki nabył hrabia Stanisław Hutten-Czapski (1779–1844). Jego syn Edward (1819–1888) wspominał, że jego rodzice mieszkali w nowym, dwupiętrowym domu, pałacem zwanym.
Stanisław Czapski zmuszony był odsprzedać Sawejki najprawdopodobniej Leoncjuszowi Benningstenowi (1745–1826), generał-gubernatorowi Litwy w latach 1801–1806, od którego majątek ten kupił Krzysztof Niezabytowski. Jego córka Waleria wniosła Sawejki w posagu do rodziny Rdułtowskich, wyszedłszy w 1840 roku za Konstantego Rdułtowskiego (1804–1869), marszałka słuckiego. Administratorem majątku był wtedy Hektor Nowicki, który w 1860 roku kupił go od dotychczasowych właścicieli. Wraz z folwarkiem Zapole majątek ten liczył wtedy ponad 383 włóki. Od co najmniej 1901 roku do co najmniej 1913 roku właścicielem majątku był Teofil Nowicki, później, ostatnim – Andrzej Nowicki.
Po III rozbiorze Polski w 1795 roku Sawejki wcześniej należące do województwa nowogródzkiego Rzeczypospolitej (a między II i III rozbiorem – do namiestnictwa mińskiego), znalazły się na terenie powiatu słuckiego (ujezdu) kolejno guberni: słonimskiej, litewskiej, grodzieńskiej i mińskiej Imperium Rosyjskiego. Po ustabilizowaniu się granicy polsko-radzieckiej w 1921 roku Sawejki wróciły Polski, znalazły się w gminie Niedźwiedzice w powiecie baranowickim województwa nowogródzkiego, od 1945 roku – w ZSRR, od 1991 roku – na terenie Republiki Białorusi, w sielsowiecie Honczary.
Dwór był zniszczony w czasie II wojny światowej, odbudowano go w latach 50. XX wieku na potrzeby sanatorium, które funkcjonowało tu do 1963 roku, do 2003 roku działały tu szpital i ambulatorium, od tej pory budynek niszczał. Niektóre elementy parku odnowiono w 1999 roku. W 2011 roku rezydencję wraz z parkiem wystawiono na sprzedaż z ceną wywoławczą 3,6 miliarda rubli białoruskich. Ostatecznie 12 lutego 2013 roku firma „Łada Garant” (ros. Лада Гарант) kupiła nieruchomość za 1,8 miliarda rubli białoruskich (równowartość około 200 tysięcy USD). Nowy właściciel zapowiedział remont nieruchomości na potrzeby kompleksu hotelowego.

## Dwór i park
Dwór wzniesiono na wysokich suterenach, na planie prostokąta. Jest to jedenastoosiowy, parterowy, a w trójosiowej części środkowej piętrowy, budynek, którego część centralna zwieńczona jest z obu stron półkoliście zamkniętymi frontonami, o cechach barokowych. Przed tą częścią, od strony zajazdu, stoi głęboki portyk z czterema parami kolumn podtrzymujących obszerny taras-balkon. Portyk służył jako podjazd dla zaprzęgów. Po stronie ogrodowej odpowiednikiem tego portyku jest otwarty taras, ogrodzony, podobnie jak od frontu, balustradą tralkową ze schodkami do ogrodu po obu stronach. W XIX wieku lewą elewację domu przedłużono o dodatkowe trójosiowe skrzydło.
Dom jest przykryty niskim dwuspadowym dachem ze ściankami szczytowymi.
Jedenastohektarowy park otacza dom ze wszystkich stron. Obejmuje trzy sadzawki: jedną dużą i dwie mniejsze. Przed domem rozciągał się obszerny gazon (obecnie nie istnieje). W parku rosło 27 gatunków drzew i krzewów, w tym jesiony, wierzba biała, wierzba złocista, kasztan koński, orzech szary i modrzew europejski. Obecnie park jest zdziczały.
W parku stoi gorzelnia z 1901 roku, dwie piętrowe, murowane oficyny (w tym jedna otynkowana), zabudowania gopodarcze i liczne mostki nad parkowymi kanałkami.
Całość jest historyczno kulturalnym zabytkiem Białorusi o numerze ewidencyjnym 112Г000482.
Majątek w Sawejkach jest opisany w 2. tomie Dziejów rezydencji na dawnych kresach Rzeczypospolitej Romana Aftanazego.